# Isvinter
Isvinter er i Danmark en vinter, hvor de indre farvande fryser til og giver problemer for almindelige skibe. De indre farvande omfatter ikke Skagerrak og Vesterhavet, hvor det normalt kun er Vadehavet, der fryser til i en isvinter. Den strengeste isvinter i Danmark i nyere tid var 1941-42, hvor isbryderne var i aktivitet helt til 5. maj.

## Statsisbryderne
I Danmark har meteorologerne benyttet den definition på en isvinter, at mindst én af statsisbryderne har været ude og bryde is mindst én dag. Brugt på fremtiden vil denne definition betyde, at der aldrig mere kan forekomme en isvinter, idet statsisbryderne Isbjørn, Danbjørn og Thorbjørn blev nedlagt 22. marts 2013. Efter vinteren 2009-10, hvor der ikke blev brug for statsisbryderne, selvom der var en slags isvinter, og hvor de ikke havde været ude siden 1996, blev det i et forsvarsforlig vedtaget at nedlægge dem. Erhvervshavnene har selv isbrydende slæbebåde og kan leje yderligere isbryderassistance, så de havde længe været utilfredse med at betale 20 mill. kr. om året til en ordning, de ikke fandt moderne.

## Andre kriterier
Det var også en svaghed ved "statsisbryder-definitionen", at den ikke kunne bruges før 1923, hvor den første statsisbryder blev sat i drift. Men ud fra isobservationer og problemer for skibsfarten regner DMI 5 vintre fra perioden 1907-1923 med som isvintre. Før den tid kan man identicere nogle isvintre ud fra Postvæsenets og Statsbanernes historie. Postvæsenet overtog isbådeoverfarten på Storebælt i 1794 og anskaffede isbryderen Fyen i 1867. Statsbanerne videreførte isbådeoverfarten og anskaffede isbryderen Stærkodder, da de indsatte jernbanefærger på Storebælt i 1883. I mange vintre var isbådene i sving som en sikker indikator på voldsomme isproblemer.

## Kuldesum
I meteorologernes arbejde med at finde en ny definition på isvinter spiller den såkaldte kuldesum en stor rolle. Det er summen af negative døgnmiddeltemperaturer gennem hele vinteren, målt som middelværdien fra 6 kystnære vejrstationer. Disse data, der også viser antal dage med forskellige istyper og påvirkning af skibsfarten, maksimale istykkelser samt dato for første og sidste ismelding, er registreret siden vinteren 1906-07, tildels også tidligere.
Kuldesummen er dog ikke en ufejlbarlig indikator for, hvor store gener isen påfører skibstrafikken. Metoden tager ikke hensyn til varmetab som følge af vindens påvirkning, havets varmemagasin eller strålingseffekter. En stærk kulde i en kort periode kan give større gener end hvis den samme kuldesum er fordelt mere jævnt over hele vinteren.

## Isvintre i Danmark
Årstal i parentes er de vintre, der ikke er med på DMI's liste over isvintre. Kuldesummen (Kmax) er i sagens natur et negativt tal, men man bruger den numeriske (positive) værdi. 
| År        | Kmax  | Kriterium      |
| --------- | ----- | -------------- |
| (2010-11) | 171,5 |                |
| (2009-10) | 176,9 |                |
| 1995-96   | 183,2 | Statsisbrydere |
| 1986-87   | 266,3 | Statsisbrydere |
| 1985-86   | 193,3 | Statsisbrydere |
| 1984-85   | 273,4 | Statsisbrydere |
| 1981-82   | 218,7 | Statsisbrydere |
| 1978-79   | 215,2 | Statsisbrydere |
| 1969-70   | 208,4 | Statsisbrydere |
| (1968-69) | 116,2 |                |
| 1965-66   | 163,0 | Statsisbrydere |
| 1962-63   | 300,3 | Statsisbrydere |
| (1957-58) | 135,1 |                |
| 1955-56   | 226,0 | Statsisbrydere |
| (1954-55) | 139,2 |                |
| 1953-54   | 129,3 | Statsisbrydere |
| 1946-47   | 378,0 | Statsisbrydere |
| (1943-44) | 131,1 |                |
| 1941-42   | 497,5 | Statsisbrydere |
| 1940-41   | 290,7 | Statsisbrydere |
| 1939-40   | 368,5 | Statsisbrydere |
| 1928-29   | 266,7 | Statsisbrydere |
| 1927-28   | 110,3 | Statsisbrydere |
| 1923-24   | 238,8 | Statsisbrydere |
| (1922-23) |       | Isbåde         |
| 1921-22   | 165,4 | Observationer  |
| 1916-17   | 169,5 | Observationer  |
| 1911-12   | 128,6 | Observationer  |
| 1908-09   | 151,6 | Observationer  |
| 1906-07   | 121,1 | Observationer  |
| (1892-93) |       | Isbåde         |
| 1887-88   |       | Isbåde         |

## De seneste vintre
I vinteren 2009-10 var statsisbryderne på 24-timers varsel for udrykning, men kom ikke ud. Både denne vinter og den næste i 2010-11 havde væsentlig højere kuldesum end mange af isvintrene i starten af 1900-tallet, så det kan undre, at DMI ikke regner dem med som isvintre. Flemming Vejen anfører, at der fx i 1927-28 ikke skulle så meget til før et skib sad fast i isen. Siden da har skibene fået større maskinkraft og bedre konstruktion. Både i 2009-10 og 2010-11 var der is i Kattegat fra kyst til kyst, men kun op til en tykkelse på 15 cm, og det kan vore dages skibe godt sejle i for egen kraft - først ved 20 cm is bliver der behov for isbryderassistance.
Da definitionen på isvinter går på hvor store problemer isen skaber for skibstrafikken, kan det være rimeligt at inddrage skibenes evne til at sejle i is og efterhånden hæve grænsen for hvor meget kulde og is der skal til for at have isvinter. Man skal så bare være klar over, at hvis der er en langsigtet tendens til færre isvintre, afspejler det en teknologisk udvikling og ikke nødvendigvis en klimatisk.